# Planície de Canassor
A planície de Canassor (em armênio: Խանասորի դաշտ; romaniz.: Xanasori dašt), Canassur (խանասուրի, Xanasuri dašt) ou Canessur (Խանեսուրի, Xanesuri dašt) é uma planície da Armênia Ocidental, no lado nordeste da planície de Bascale. Está situada na sopé ocidental dos montes Zagros. Em 1897, ocorreu ali uma expedição sangrenta conhecida como Expedição de Canassor que culminou na morte dos curdos locais pela Federação Revolucionária Armênia.